# Sinsat
Sinsat is een plaats en voormalige gemeente in het Franse departement Ariège (regio Occitanie) en telt 108 inwoners (2009). De plaats maakt deel uit van het arrondissement Foix. Sinsat is op 1 januari 2019 gefuseerd met de gemeente Aulos tot de gemeente Aulos-Sinsat. 

## Geografie
De oppervlakte van Sinsat bedraagt 4,0 km², de bevolkingsdichtheid is dus 27 inwoners per km².
De onderstaande kaart toont de ligging van Sinsat met de belangrijkste infrastructuur en aangrenzende gemeenten.

## Demografie
Onderstaande figuur toont het verloop van het inwonertal (bron: INSEE-tellingen).

Vanwege een beveiligingsprobleem met de MediaWiki Graph-software is het momenteel niet mogelijk deze grafiek weer te geven. Zodra de software is bijgewerkt zal de grafiek vanzelf weer zichtbaar worden.